# Belinda Meuldijk
Belinda Meuldijk (Oostvoorne, 7 de gener de 1955) és una actriu i lletrista neerlandesa.
És la filla del també actor Wim Meuldijk, creador de la molt popular sèrie televisiva infantil Pipo de Clown («Pipo el pallasso»). De molt jove va créixer al món de l'espectacle. Es va obrir pas al gran públic amb el seu paper d'Esther a la pel·lícula Soldaat van Oranje (1977) del director Paul Verhoeven.
Com a escriptora va debutar el 1980 amb el llibre Mooie mensen («Gent bonica»). El 2014 va publicar la novel·la autobiogràfica Terug naar Ibiza («Tornada a Eivissa») on descriu la Eivissa encara força intacta de l'inici dels anys setanta del segle xx quan son pare hi havia comprat una casa. Amb quinze anys s'hi va trobar amb Jim Morrison de The Doors –que li va dedicar una cançó– i va dançar amb Salvador Dalí sense saber qui era.
El 1980 va conèixer el cantant Rob de Nijs amb qui va estar casada de 1984 a 2006. Van tenir dos fills. Va escriure la majoria de les lletres de les cançons de De Nijs. Després d'un temps amarg de separació, van tornar a trobar-se i Meuldijk va tornar a escriure la lletra de set cançons de l'àlbum de De Nijs Niet voor het laatst (2017) i va continuar participant en l'àlbum de comiat Het is mooi geweest (2019). De 2011 a gener 2016 estava casat amb Thierry Duval.
El 2001 va rebre el premi Gouden Harp per a la seva obra.